# Hendrik Abbé

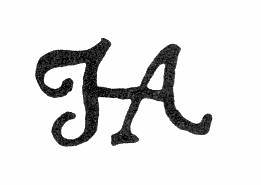
Signatur

Hendrik Abbé (* vor dem 28. Februar 1639 in Antwerpen; † gegen Ende des 17. Jahrhunderts) war ein flämischer Maler und Zeichner. Vielleicht war er auch Architekt.

## Leben
Hendrik Abbé war der zweite Sohn des Kunsthändlers Claude Abbé († 1652 oder 1653) und der Elisabeth van Noorden. Über sein Leben sind nur wenige sichere Fakten bekannt. So liegen etwa keine Informationen darüber vor, welchen Meister er zum Lehrer hatte. Zahlreiche Autoren identifizierten ihn ohne genügende Grundlage mit einem Abbé, der die Zeichnung zu dem Bildnis des Malers Peeter van Bredael schuf, die von Conrad Lauwers für das Gulden Cabinet des flämischen Dichters, Juristen und Politikers Cornelis de Bie (Antwerpen 1662) gestochen wurde. Abbé wäre als damals erst 22-Jähriger der jüngste künstlerische Mitarbeiter von Cornelis de Bie gewesen. Mit größerer Sicherheit dürfte auf ihn ein Dokument des Antwerpener Notars J. M. Lodewijcx vom 16. Mai 1665 zu beziehen sein, in dem die Schuld eines Kunstmalers Hendrik Abbé beim Priester Franciscus Anthoine für ein halbes Jahr Kostgeld auf 180 Gulden beziffert wird. Deshalb musste dieser Abbé mehrere seiner Kunstwerke verpfänden, die, falls er seine Schuld nicht binnen Dreiwochenfrist bezahlen konnte, an den Priester fallen sollten.
Merkwürdig ist, dass Abbés Name nicht in den Unterlagen und Rechnungen der Antwerpener Lukasgilde auftaucht, obwohl er 1670 in Antwerpen mehrere Graphiken herausgegeben haben soll. Ob es sich dabei um Graphiken für die Kathedrale dieser Stadt handelt, wie im Artikel zu Abbé in dem französischen Künstlerlexikon Bénézit angegeben, steht ebenfalls nicht mit Bestimmtheit fest. Das Einschreiberegister der Lukasgilde erwähnt nur 1673/1674 einen Miniaturisten (verlichter) Hendrik als Freimeister der Zunft, ohne seinen Familiennamen anzugeben. Es ist unwahrscheinlich, dass dieser Hendrik mit dem hier behandelten Abbé identisch ist, u. a. deshalb, weil Abbé als Sohn eines Meisters nicht wie der erwähnte Hendrik Geld an die Zunft hätte zahlen müssen.
Nicht nur als Maler war Abbé aktiv, er soll auch dem Beruf des Architekten nachgegangen sein. Alexandre Pinchart spürte nämlich in den Akten des Rats von Brabant eine früher im Allgemeinen Reichsarchiv in Brüssel befindliche Urkunde auf, laut der ein Maler und Architekt Hendrik Abbé 1671 ein Modell für jene Leuchter zeichnete, die das Kapitel der Sint-Goedelekerk in Brüssel unter den Apostelstandbildern zu platzieren beabsichtigte. Jedoch ist diese Urkunde heute verschollen, weshalb nicht mehr untersucht werden kann, ob der in ihr genannte Abbé tatsächlich mit dem hier behandelten Künstler gleichzusetzen ist. In den Einschreiberegistern der Brüsseler Künstler entdeckte Alexandre Pinchart außerdem den Vermerk, dass ein Maler Abbé, dessen Vorname allerdings fehlt, am 13. Juli 1676 Aufnahme in diese Zunft fand. Ob er mit Hendrik Abbé identisch ist, lässt sich aber auch in diesem Fall nicht sicher entscheiden. Das einzig mit Gewissheit Hendrik Abbé zuzuweisende Werk sind vier mit dem Monogramm HA oder mit vollständigem Namen signierte Graphiken, die zu den Illustrationen der von Pierre Du Ryer besorgten Übersetzung von Ovids Metamorphosen gehören, die 1677 in Brüssel und Amsterdam erschien. Möglicherweise ist auch eine mit H. A. F. 1677 unterzeichnete Plafondskizze in der Wiener Albertina auf Hendrik Abbé zu beziehen. Wahrscheinlicher kann ihm aber ein einst dem Kunstsammler James Hazard gehörendes Porträt der Drei Grazien in einer Landschaft zugeordnet werden, das die Unterschrift H. Abbe trägt.